# Eslovênia nos Jogos Olímpicos de Verão de 2012
A Eslovênia competiu nos Jogos Olímpicos de Verão de 2012, que aconteceram na cidade de Londres, no Reino Unido, de 27 de julho até 12 de agosto de 2012.

## Medalhas
| Atleta              | Esporte   | Evento                          | Medalha |
| ------------------- | --------- | ------------------------------- | ------- |
| Primož Kozmus       | Atletismo | Lançamento de martelo masculino | Prata   |
| Luka Špik Iztok Čop | Remo      | Skiff duplo masculino           | Bronze  |
| Rajmond Debevec     | Tiro      | Carabina deitado 50 m masculino | Bronze  |

## Desempenho

### Atletismo
Masculino
| Atleta        | Evento                | Preliminar | Preliminar | Quartas-de-final | Quartas-de-final | Semifinal | Semifinal | Final       | Final       |
| Atleta        | Evento                | Marca      | Posição    | Marca            | Posição          | Marca     | Posição   | Marca       | Posição     |
| ------------- | --------------------- | ---------- | ---------- | ---------------- | ---------------- | --------- | --------- | ----------- | ----------- |
| Rožle Prezelj | Salto em altura       | 2,21m      | 25º        |                  |                  |           |           | Não avançou | Não avançou |
| Primož Kozmus | Lançamento de martelo | 78,12m Q   | 3º         | 79,36m           | Medalha de prata |           |           |             |             |

### Canoagem slalom
Masculino
| Atleta                 | Evento | Preliminar | Preliminar | Preliminar | Preliminar | Semifinais | Semifinais | Final       | Final       |
| Atleta                 | Evento | Descida 1  | Descida 2  | Total      | Posição    | Tempo      | Posição    | Tempo       | Posição     |
| ---------------------- | ------ | ---------- | ---------- | ---------- | ---------- | ---------- | ---------- | ----------- | ----------- |
| Benjamin Savšek        | C-1    | 90s83      | 203s42     | 90s83      | 2º         | 99s92      | 2º         | 219s95      | 8º          |
| Sašo Taljat Luka Božič | C-2    | 102s82     | 101s08     | 101s08     | 6º         | 113s50     | 8º         | Não avançou | Não avançou |
| Peter Kauzer           | K-1    | 90s98      | 88s10      | 88s10      | 5º         | 96s02      | 1º         | 101s01      | 6º          |

Feminino
| Atleta      | Evento | Preliminar | Preliminar | Preliminar | Preliminar | Semifinais | Semifinais | Final       | Final       |
| Atleta      | Evento | Descida 1  | Descida 2  | Total      | Posição    | Tempo      | Posição    | Tempo       | Posição     |
| ----------- | ------ | ---------- | ---------- | ---------- | ---------- | ---------- | ---------- | ----------- | ----------- |
| Eva Terčelj | K-1    | 107s17     | 107s57     | 107s17     | 11º        | 117s36     | 13º        | Não avançou | Não avançou |

### Natação
Feminino
| Atletas          | Evento          | Eliminatórias | Eliminatórias | Semifinal   | Semifinal   | Final       | Final       |
| Atletas          | Evento          | Tempo         | Posição       | Tempo       | Posição     | Tempo       | Posição     |
| ---------------- | --------------- | ------------- | ------------- | ----------- | ----------- | ----------- | ----------- |
| Nastja Govejsek  | 100 m livre     | 56s21         | 28º           | Não avançou | Não avançou | Não avançou | Não avançou |
| Sara Isaković    | 200 m livre     | 1min58s96 Q   | 16º           | 1min58s47   | 14º         | Não avançou | Não avançou |
| Mojca Sagmeister | 400 m livre     | 4min21s55     | 32º           |             |             | Não avançou | Não avançou |
| Tjasa Oder       | 800 m livre     | 8min41s82     | 25º           | Não avançou | Não avançou |             |             |
| Anja Carman      | 100 m costas    | 1min02s68     | 34º           | Não avançou | Não avançou | Não avançou | Não avançou |
| Anja Carman      | 200 m costas    | 2min13s01     | 25º           | Não avançou | Não avançou | Não avançou | Não avançou |
| Tjasa Vozel      | 100 m peito     | 1min09s63     | 30º           | Não avançou | Não avançou | Não avançou | Não avançou |
| Tanja Smid       | 200 m peito     | 2min32s19     | 33º           | Não avançou | Não avançou | Não avançou | Não avançou |
| Sara Isaković    | 100 m borboleta | 59s86         | 31º           | Não avançou | Não avançou | Não avançou | Não avançou |
| Anja Klinar      | 200 m borboleta | 2min09s24 Q   | 14º           | 2min07s84   | 11º         | Não avançou | Não avançou |
| Anja Klinar      | 400 m medley    | 4min38s20     | 10º           |             |             | Não avançou | Não avançou |

### Remo
Masculino
| Equipe              | Evento      | Eliminatórias | Eliminatórias | Repescagem | Repescagem | Quartas | Quartas | Semifinal | Semifinal | Final   | Final                |
| Equipe              | Evento      | Tempo         | Posição       | Tempo      | Posição    | Tempo   | Posição | Tempo     | Posição   | Tempo   | Posição (Pos. final) |
| ------------------- | ----------- | ------------- | ------------- | ---------- | ---------- | ------- | ------- | --------- | --------- | ------- | -------------------- |
| Luka Špik Iztok Čop | Skiff duplo | 6m17s78       | 2º S          | BYE        | BYE        |         |         | 6m19s97   | 1º FA     | 6m34s35 | Medalha de bronze    |

### Tênis de mesa
Classificados para o individual masculino:
- Bojan Tokič

### Tiro
Masculino
| Atleta          | Evento                | Qualificação | Qualificação | Final       | Final       | Posição           |
| Atleta          | Evento                | Placar       | Posição      | Placar      | Total       | Posição           |
| --------------- | --------------------- | ------------ | ------------ | ----------- | ----------- | ----------------- |
| Rajmond Debevec | Carabina deitado 50 m | 596          | 3º           | 105.0       | 701.0       | Medalha de bronze |
| Boštjan Maček   | Fossa olímpica        | 121          | 7º           | Não avançou | Não avançou |                   |

### Tiro com arco
| Atleta          | Prova                | Rodada de classificação | Rodada de classificação | Ronda dos 64               | Ronda dos 32           | Ronda dos 16           | Quartos-finais         | Semifinais             | Final                  | Final       |
| Atleta          | Prova                | Placar                  | Pos.                    | Adversário e resultado     | Adversário e resultado | Adversário e resultado | Adversário e resultado | Adversário e resultado | Adversário e resultado | Pos.        |
| --------------- | -------------------- | ----------------------- | ----------------------- | -------------------------- | ---------------------- | ---------------------- | ---------------------- | ---------------------- | ---------------------- | ----------- |
| Klemen Štrajhar | Individual masculino | 639                     | 58º                     | CHN X. Dai D 0-2, 0-2, 0-2 | Não avançou            | Não avançou            | Não avançou            | Não avançou            | Não avançou            | Não avançou |

### Triatlo
| Atleta       | Evento   | Natação (1,5 km) | Ciclismo (40 km) | Corrida (10 km) | Tempo total | Posição |
| ------------ | -------- | ---------------- | ---------------- | --------------- | ----------- | ------- |
| Mateja Simic | Feminino | 19m31            | 1h07m11          | 37m36           | 2h05m35     | 37º     |

Legenda
| Recorde mundial      | Recorde mundial (World record)               |                       | Recorde africano                      | Recorde africano (African) |                                           | Q | Classificado por posição (Qualified) |
| Recorde olímpico     | Recorde olímpico (Olympic record)            | Recorde da América    | Recorde da América (Americas)         | q                          | Classificado por melhor tempo (Qualified) |   |                                      |
| Melhor marca do ano  | Melhor marca do ano (World leading)          | Recorde asiático      | Recorde asiático (Asian)              | DNS                        | Não largou (Did not start)                |   |                                      |
| Recorde nacional     | Recorde nacional (National record)           | Recorde europeu       | Recorde europeu (European)            | DNF                        | Não terminou (Did not finish)             |   |                                      |
| Recorde pessoal      | Recorde pessoal do atleta (Personal best)    | Recorde da Oceania    | Recorde da Oceania (Oceania)          | DSQ / DQ                   | Desclassificado (Disqualified)            |   |                                      |
| Recorde da temporada | Recorde da temporada do atleta (Season best) | Recorde sul-americano | Recorde sul-americano (South America) | NM                         | Sem marca (No mark)                       |   |                                      |